# بيني مارشال
بيني مارشال (بالإنجليزية: Carole Penny Marshall Ward)‏ هي منتجة أفلام ومخرجة وممثلة أمريكية، ولدت في 15 أكتوبر 1943 بذا برونكس في الولايات المتحدة.

## أعمال

### أفلام
- (1988) كبير[9][10]
- (1990) الإيقاظ[11]
- (2005) رجل السندريلا[12]
- (2007) الشقراء الطموح
- (2011) ليلة رأس السنة[13]
- (2016) عيد الأم[14]

### مسلسلات
- أيام سعيدة
- لافيرن وشيرلي

## وصلات خارجية
- بيني مارشال على موقع IMDb (الإنجليزية)
- بيني مارشال على موقع الموسوعة البريطانية (الإنجليزية)
- بيني مارشال على موقع روتن توميتوز (الإنجليزية)
- بيني مارشال على موقع مونزينجر (الألمانية)
- بيني مارشال على موقع ألو سيني (الفرنسية)
- بيني مارشال على موقع ميوزك برينز (الإنجليزية)
- بيني مارشال على موقع تيرنر كلاسيك موفيز (الإنجليزية)
- بيني مارشال على موقع أول موفي (الإنجليزية)
- بيني مارشال على موقع بوكس أوفيس موجو (الإنجليزية)
- بيني مارشال على موقع قاعدة بيانات الأفلام السويدية (السويدية)